# تتیانا شینکارنکو
تتیانا شینکارنکو (انگلیسی: Tetyana Shynkarenko؛ زادهٔ ۲۶ اکتبر ۱۹۷۸) بازیکن هندبال اهل اوکراین است.